# Rúben Dias
Rúben dos Santos Gato Alves Dias (n. 14 mai 1997, Amadora, Portugalia) este un fotbalist portughez. Joacă ca fundaș central la Manchester City în Premier League din Anglia și la naționala Portugaliei.
Dias a venit prin academia de tineret a lui Benfica. A început să joace pentru Benfica B în 2015 și a fost promovat la prima echipă în 2017 și a fost numit cel mai bun jucător tânăr al anului din Primeira Liga. În sezonul următor, performanțele lui Dias au ajutat Benfica să câștige titlul ligii în sezonul 2018-19 și mai târziu Supertaça Cândido de Oliveira în timpul sezonului 2019-20, fiind în același timp în echipa anului din Primeira Liga, făcând peste 100 de apariții în proces. A semnat pentru clubul din Premier League, Manchester City, în septembrie 2020 pentru o sumă raportată de 65 de milioane de euro, câștigând titlul ligii și Cupa EFL în primul său sezon, în timp ce a îndrumat clubul către prima lor finală a UEFA Champions League. De asemenea, a fost numit Fotbalistul FWA al anului, Jucătorul Anului a lui Manchester City, Jucătorul sezonului din Premier League și Fundașul sezonului UEFA Champions League în 2021.

## Palmares
Benfica
- Primeira Liga: 2018–19[4]
- Supertaça Cândido de Oliveira: 2019[5]
- Vice-campion UEFA Youth League: 2016–17[6]

Manchester City
- Premier League: 2020–21[7]
- EFL Cup: 2020–21[8]
- Vice-campion UEFA Champions League: 2020–21[9]

Portugalia
- Liga Națiunilor UEFA: 2018–19